# Mečislovas Zasčiurinskas
Mečislovas Zasčiurinskas (ur. 29 stycznia 1946 w Kownie) – litewski polityk. Poseł na Sejm Republiki Litewskiej.
1969 ukończył Politechnikę w Kownie na kierunku inżynier-elektryk. Następnie na tym samym uniwersytecie w roku 1981 zdobył wykształcenie ekonomiczne.
W latach 1992–2004 pracował na Uniwersytecie Technicznym w Kownie, w Komisji Planowania Miasta Kowno, jako pracownik Zarządu Miasta i dyrektor generalny przedsiębiorstwa państwowego. Był również doradcą ds. zarządzania kryzysem gospodarczym oraz administratorem ds. restrukturyzacji. Aktywnie angażował się w życie młodzieży, prowadził szkolną i miejską drużyną siatkarską.
W 2012 przyjął propozycję kandydowania do Sejmu z ramienia Partii Pracy (Litwa). W wyborach uzyskał mandat posła na Sejm Republiki Litewskiej.